# Szent Eduárd koronája
Szent Eduárd koronája az Egyesült Királyság egyik legrégebbi koronaékszere, a monarchia központi jelképe.
Nevét a szentté avatott Hitvalló Eduárdról, az utolsó előtti angliai angolszász királyról, Szent István király kortársáról kapta. Hagyományosan ezt a fejdíszt használják az angol és brit uralkodók megkoronázására a XIII. század óta. 
Az eredeti koronát szent relikviaként őrizték a Westminster Apátságban, Eduárd temetkezési helyén mindaddig, míg a királyi jelvényt vagy eladták, vagy beolvasztották, amikor 1649-ben a Parlament eltörölte a királyságot az angol polgárháború idején.
A jelenlegi korona II. Károly király koronázására készült 1661-ben. Tömör 22 karátos aranyból van, 30 cm (12 inch) magas, 2,23 kg (4,9 font) súlyú, és 444 drágakővel díszített. A korona súlyában és megjelenésében hasonló az eredetihez, de barokk ívei vannak.
1689 után több mint 200 évig nem használták az uralkodó megkoronázására. 1911-ben V. György felélesztette a hagyományt, amely a mai napig folytatódik, beleértve III. Károly király és felesége, Kamilla megkoronázását. 
Szokásosan a Towerben van kiállítva a Jewel House-ban, ahol bárki megtekintheti.

## Galéria

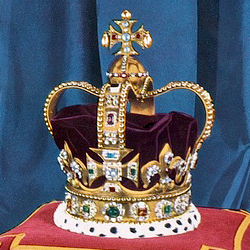
Hitvalló Szent Eduárd koronája
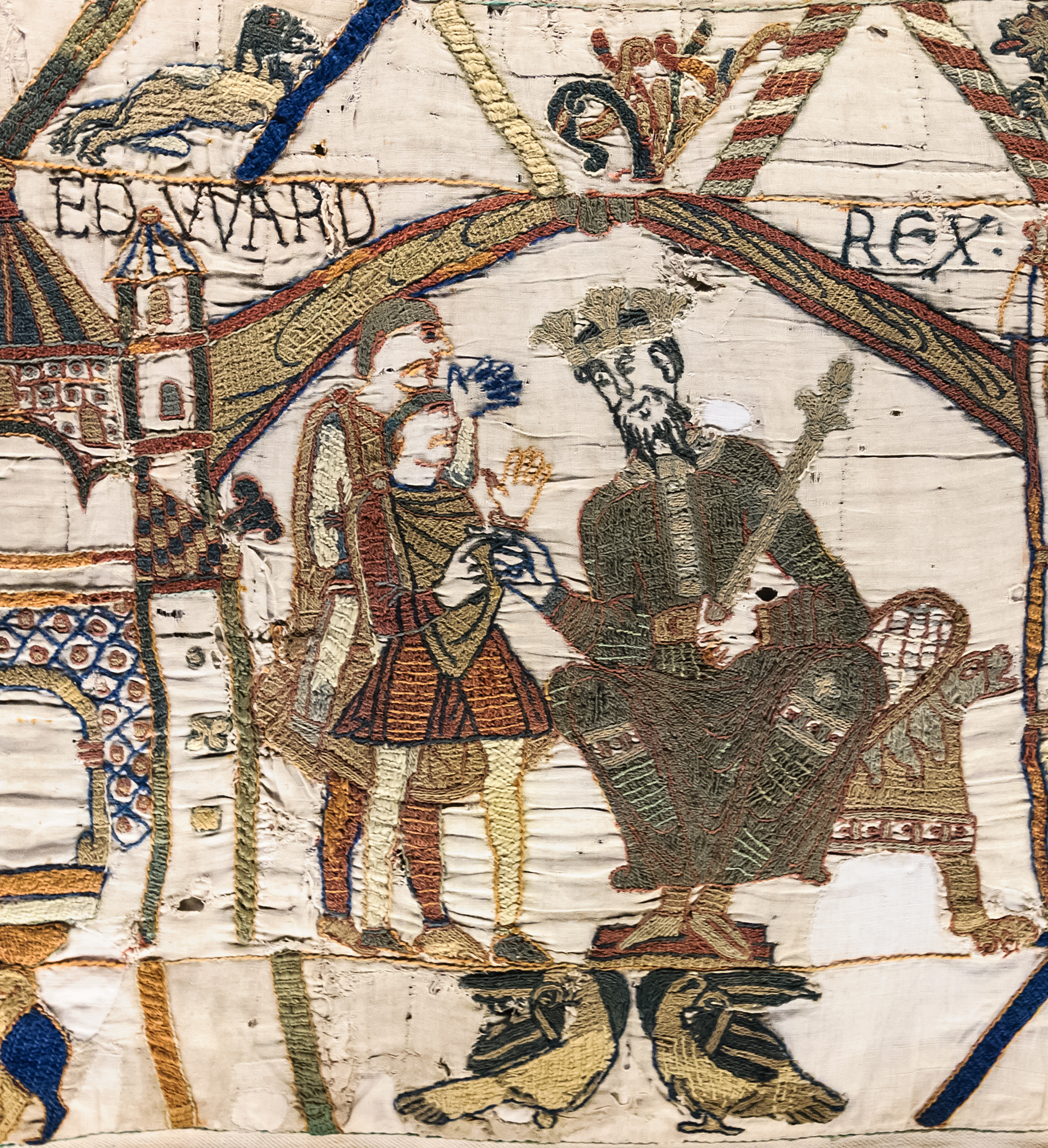
Hitvalló Eduárd koronájával a bayeux-i kárpiton
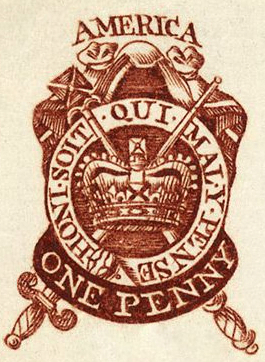
1765-s egypennys a korona képével
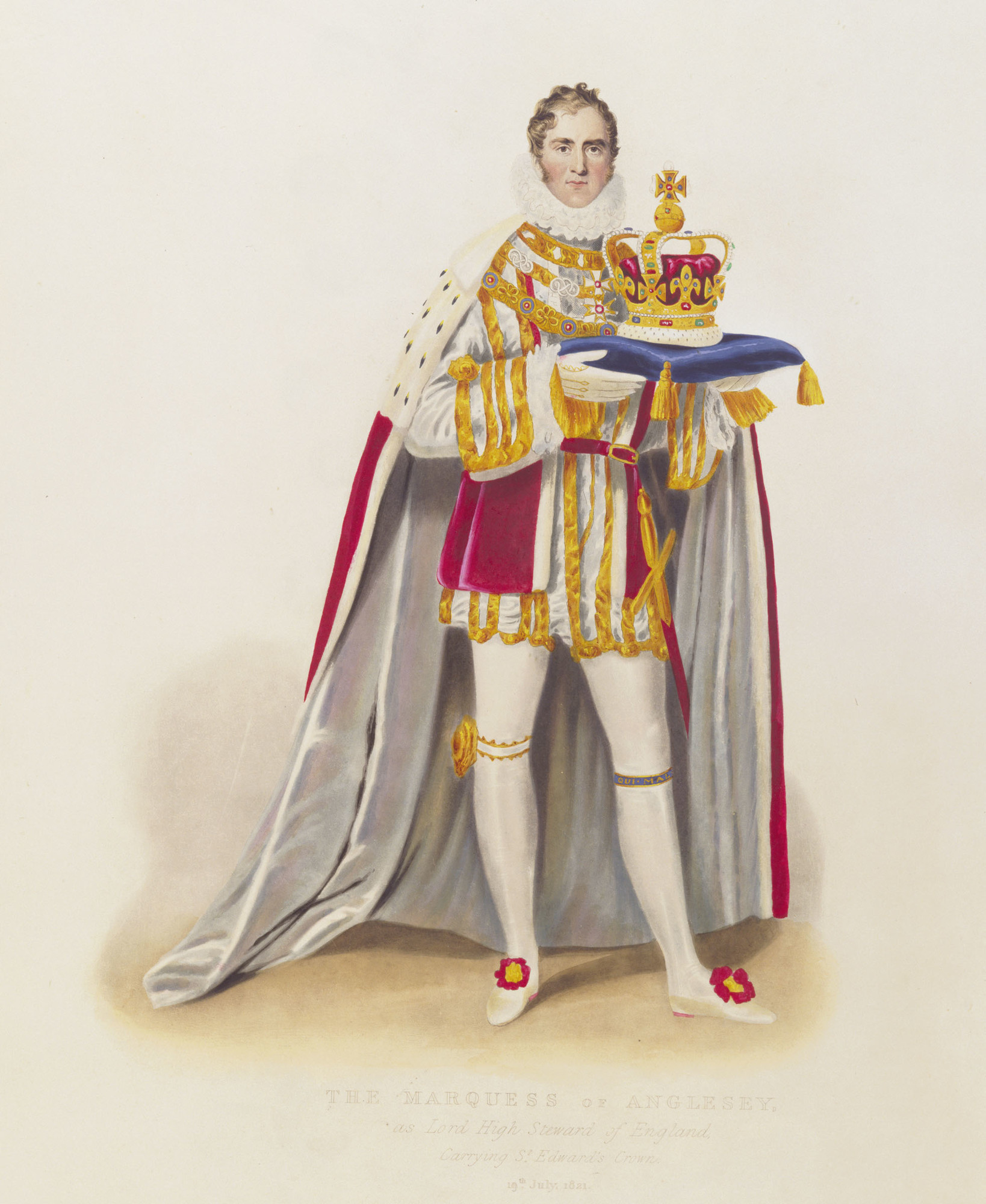
Anglesey márkija Szent Eduárd koronáját viszi, 1821
Victoria ausztrál tagállam zászlaja 1953 óta hordozza Szent Eduárd koronájának a képét
Nagy-Britannia és Észak-Írország Egyesült Királyságának címere, melyen a korona háromszor is szerepel.
Kanada címere a koronával.
Új-Zéland címere a koronával.

## Egyéb
A Wikipédia szócikkeiben több helyen az angol király neve mellett a  Szent Eduárd koronája ikon látható.

## Fordítás
Ez a szócikk részben vagy egészben  a   St Edward's Crown című angol Wikipédia-szócikk ezen változatának fordításán alapul.  Az eredeti cikk szerkesztőit annak laptörténete sorolja fel. Ez a jelzés csupán a megfogalmazás eredetét és a szerzői jogokat jelzi, nem szolgál a cikkben szereplő információk forrásmegjelöléseként.